# Acta Histochemica
Acta Histochemica is een internationaal, aan collegiale toetsing onderworpen wetenschappelijk tijdschrift op het gebied van de celbiologie. De naam wordt in literatuurverwijzingen meestal afgekort tot Acta Histochem. Het verschijnt 8 keer per jaar en wordt uitgegeven door Elsevier (uitgeverij).